# !ФЕСТ
«!ФЕСТ» — сеть концептуальных авторских ресторанов, основана во Львове в 2007 году тремя предпринимателями: Андреем Худо, Дмитрием Герасимовым и Юрием Назаруком.

## Рестораны сети

### Крыивка

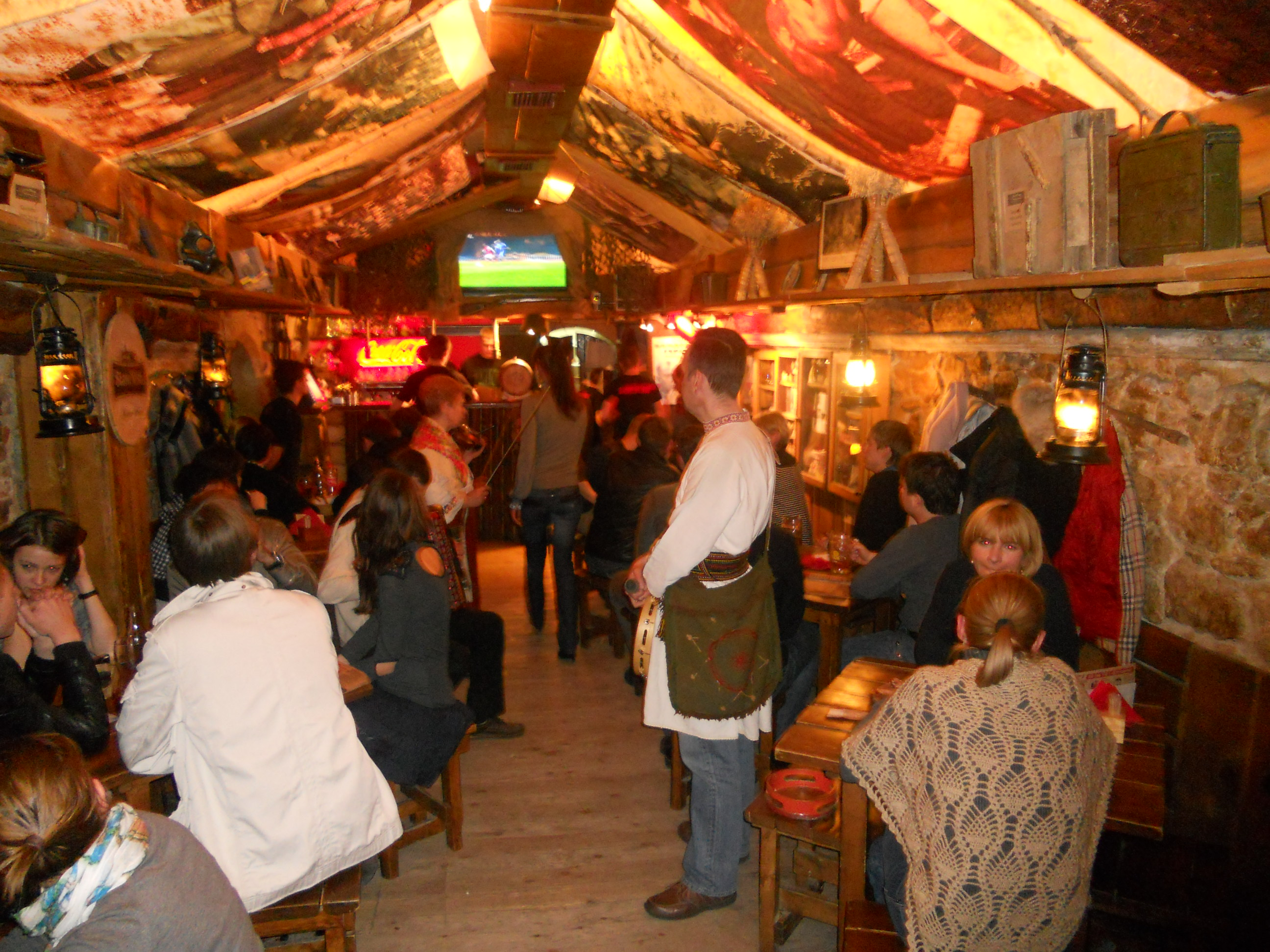
В ресторане «Крыивка»

Крыивка (укр. «Криївка» — «схрон, укрытие, тайник») — первое заведение сети «!ФЕСТ». По утверждению владельца, в год ресторан посещает более миллиона посетителей. Находится в подвале одного из домов львовской площади Рынок. Интерьер отделан под землянку УПА. В ресторане играет тематическая музыка и предлагаются соответствующие аттракционы.
Член «Партии регионов» Олег Царёв высказывал публичное недовольство тематикой и деятельностью ресторана, и даже обращался в 2010 г. с запросом к министру культуры и туризма с просьбой отреагировать на работу ресторана «Крыивка» во Львове, которая «разжигает межэтническую ненависть». По его словам, деятельность такого ресторана, где при входе «парень с немецким автоматом» строго спрашивает: «Москали есть?», направлена на разжигание межэтнической ненависти, что противоречит Конституции. В меню ресторана находятся: коктейль «Кровь москаля», мясо «Жорик, хенде хох», «Ужин лесного гауляйтера», овощи «Будни вермахта». В ответ на выпады со стороны Царёва владелец ресторана Юрий Назарук ответил: «У меня за год бывает миллиона посетителей. „Крыивку“ знают по всей Украине. А кто знает депутата Царёва? И у него избирателей столько нет, сколько у меня клиентов».

### Прочие заведения
- Мазох-café (укр. «Мазох-café») — ресторан находится на улице Сербской, в центральной части Львова.
- Галицкая жидовская кнайпа «Под Золотою Розой» (укр. «Під Золотою Розою») — расположен на улице Староеврейской неподалёку от места, где до 1942 года стояла синагога «Золотая Роза»[4].
- «Дом Легенд» (укр. «Дім Легенд») — семиэтажный ресторан, где каждая комната — хранительница определенной львовской легенды. (В апреле 2019 ресторан был закрыт в связи с окончанием срока аренды здания).
- «Самый дорогой ресторан Галиции» (укр. «Найдорожча ресторація Галичини») — масонская тематика
- «Львовская Мастерская шоколада» (укр. «Львівська Майстерня шоколаду»)
- «Возле Дианы» (укр. «Біля Діани»)
- «Варьяты» (укр. «Вар'яти» — «Сумасшедшие»)
- «Керосиновая лампа» (укр. «Гасова лямпа»)
- «Старенький трамвай» (укр. «Старенький трамвай»)
- «Антикризисная кнайпа» (укр. «Антикризова кнайпа»)
- «Левый Берег» (укр. «Лівий Берег»). "Левый Берег" закрыли в январе 2019-го и изменили формат. Вместо него открыли коктейль-бар Opera Underground с концептуальными коктейлями и уникальной подачей.

## Критика
Заведение «Жидовская кнайпа „Под Золотою Розой“» подвергалось критике со стороны посетителей и правозащитной организации Объединение комитетов в защиту евреев в бывшем СССР (UCSJ) как антисемитское. Директор представительства USCJ в Украине, Мейлах Шейхет писал, что заведение оскверняет еврейские религиозные убеждения. За отдельную плату в кнайпе можно заказать сало, что категорически запрещено в иудаизме. В меню отсутствуют цены, а посетителям называется заоблачная стоимость блюд (предполагается, что клиенты должны торговаться), что также противоречит религиозным законам и является поощрением антисемитского стереотипа о якобы характерной еврейской черте — стремлении к наживе. Ресторан использует название синагоги «Золотая роза», взорванной нацистами вместе с укрывавшимися там евреями, и расположен на её руинах, хотя не имеет никакого отношения к ней. Хотя название «жидовская» и не являлось обидным для коренных западноукраинских евреев, которые были уничтожены во время войны, оно является оскорбительным для евреев других регионов постсоветского пространства. Хозяева ресторана не являются евреями, однако название заведения создаёт такое ложное впечатление у посетителей. По мнению Мейлаха Шейлета, существование ресторана на руинах синагоги и «Бейт Мидраша» напоминает о планах Гитлера создать в Праге музей уничтоженного еврейского народа.

## Прочее
Сеть ресторанов ведёт культурную деятельность во Львове, в частности установила памятник львовянину Леопольду фон Захер-Мазоху.